# 上杉可南子
上杉 可南子（うえすぎ かなこ、12月18日 - ）は、日本の漫画家。福岡県生まれ。
デビュー初期は『プチフラワー』（小学館）などで、大正・昭和を舞台にした和風の作品を多く発表していたが、2019年現在は『Judy』（同）、『JOURすてきな主婦たち』（双葉社）などレディースコミック系の雑誌で現代ものの作品を描いている。

## 作品一覧

### プチフラワー時代
- うすげしょう
- 山雪花
- 花の庭
- せめて射よかし
- 魚鱗
- 無名指-ななしゆび-
- 飛天の舞
- 飛花落葉
- 綾の鼓
- 逆光の頃
- 大正のきいろい月
- 天女のやさしい手
- 風薫る
- 禽獣の小屋
- 春宵夜話
- 四辻の社で

### Judy時代
- Blue Blood（全2巻）
- 色即是恋（全3巻）
- リビドーの海（全5巻）
- ハイヒールの天女たち（全2巻）
- LOVEフィアヤー（全2巻）
- 犬になってもいいかしら
- 誘惑の泉
- R-30のラブストーリー
- 雪降る夜に
- 恋し得る限り恋せ
- 瞳の魔法（原作：シャロン・ケンドリック、ハーレクイン）
- 男の悪口 女の悪口（全2巻）
- 復讐は恋の始まり
- スピリタス（全2巻）
- アモ・カン・マンジャ
- 右手に愛左手に激情
- 恋する染色体
- 伽羅の家

### JOUR時代
- 色男
- 逆運命の人（全3巻）
- JOKER（監修：斎田晴子、『JOURすてきな主婦たち』、全3巻）
- さぁ、ラブの時間です!(『JOURすてきな主婦たち』→『JOURSister』Vol.1 - Vol.49、電子版全14巻、ジュールコミックス全10巻)

### ロマンスコミックス作品
- ローマの恋人（原作：ローレル・ブレイク、宙出版）
- 甘い恋の契約（原作：ジャンヌ・グラント、宙出版）
- 恋に落ちたピアニスト（原作：ジーン・サンダース、宙出版）